# Státní liga 1936-1937
La Státní liga 1936-1937 vide la vittoria finale dello Slavia Praga.
Capocannoniere del torneo fu František Kloz del SK Kladno con 28 reti.

## Classifica finale
|    | Classifica           | G  | V  | N | P  | GF | GS | Pti |
| -- | -------------------- | -- | -- | - | -- | -- | -- | --- |
| 1  | Slavia Praga         | 22 | 17 | 4 | 1  | 86 | 23 | 38  |
| 2  | Sparta               | 22 | 14 | 3 | 5  | 74 | 29 | 31  |
| 3  | Prostějov            | 22 | 14 | 1 | 7  | 56 | 37 | 29  |
| 4  | I. ČSŠK Bratislava   | 22 | 11 | 5 | 6  | 44 | 36 | 27  |
| 5  | Kladno               | 22 | 11 | 3 | 8  | 53 | 46 | 25  |
| 6  | Plzeň                | 22 | 10 | 4 | 8  | 56 | 44 | 24  |
| 7  | Židenice             | 22 | 11 | 2 | 9  | 41 | 52 | 24  |
| 8  | Náchod-Deštné        | 22 | 8  | 5 | 9  | 48 | 49 | 21  |
| 9  | Viktoria Žižkov      | 22 | 6  | 8 | 8  | 47 | 40 | 20  |
| 10 | Viktoria Plzeň       | 22 | 5  | 4 | 13 | 29 | 48 | 14  |
| 11 | SK Rusj Užhorod      | 22 | 3  | 2 | 17 | 24 | 79 | 8   |
| 12 | Moravská Slavia Brno | 22 | 1  | 1 | 20 | 19 | 94 | 3   |

## Verdetti
- Slavia Praga Campione di Cecoslovacchia 1936-1937.
- Slavia Praga, Sparta e Prostějov ammesse alla Coppa dell'Europa Centrale 1937.
- Rusj Užhorod e Moravská Slavia Brno Retrocessi.